# Mandarinka klementina

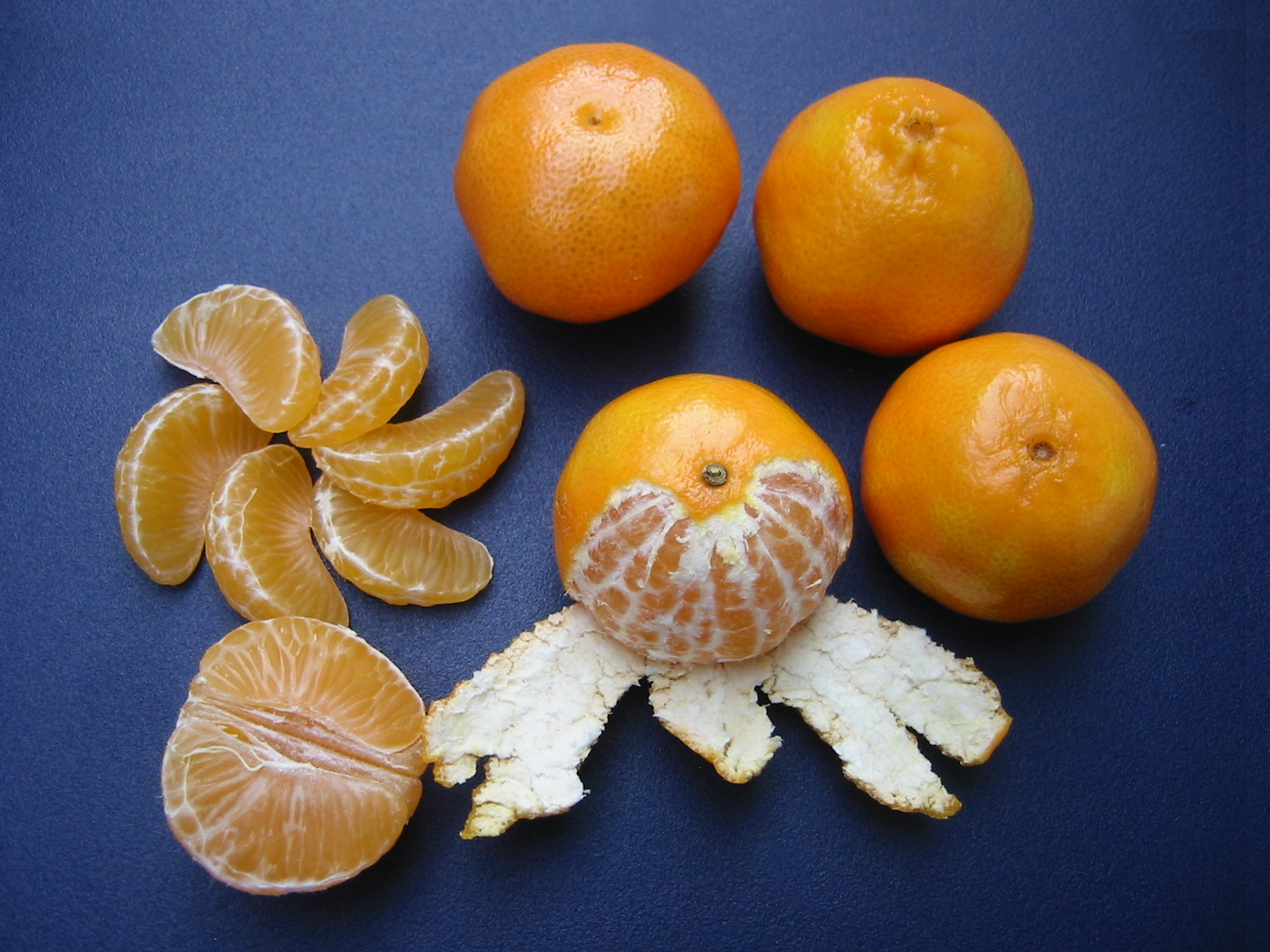
Pět klementinek

Mandarinka klementina, známá též jako klementinka, (Citrus clementina) je citrusový plod ze skupiny mandarinek. Patří do čeledi routovité. Dužnina výrazně oranžových plodů klementinek (hesperidium) se snadno rozděluje na jednotlivé díly. Těch může být mezi sedmi a čtrnácti na plod a jsou obvykle bez semen. V tom se liší od jinak podobných tangerinek, jejichž plody se sice také snadno rozdělují, ale semena běžně obsahují.
Plody klementinek jsou typicky sladké, šťavnaté a snadno loupatelné. Na trhu v Evropě jsou běžně k dostání především klementinky ze Španělska a Maroka. Nejrozšířenějšími kultivary jsou Marisol, Oronules a Esbsal.